# Championnat du monde féminin de squash 1976
Le championnat du monde de squash féminin 1976 se déroule à Brisbane du 18 au 23 août 1976. C'est la version inaugurale du championnat du monde et se déroule sur invitation. La qualité du plateau et le nombre de joueuses en font de fait le premier championnat du monde féminin.
Après des demi-finales totalement australiennes, Heather McKay gagne ce premier championnat du monde, en battant Marion Jackman en finale en juste 22 minutes. Elle empoche un chèque de 2 000 $, le plus gros gain de sa carrière.

## Résultats
,,,

### Premier tour
| Joueur 1             | Joueur 2          | Score                 |
| -------------------- | ----------------- | --------------------- |
| Heather McKay        | Robyn Prentice    | 9-2 9-0 9-0           |
| Margaret Zachariah   | Barbara Savage    | 9-1 9-0 9-0           |
| Sue Newman           | Joyce Maycock     | 9-2 9-3 9-6           |
| Marion Jackman       | Sue Paton         | 9-4 9-3 9-5           |
| Jenny Webster        | Irene Hewitt      | 9-5 9-3 9-3           |
| Jill Eckstein        | Beryl Paton       | 9-2 9-1 9-4           |
| Sue Cogswell         | Annette Owen      | 9-5 9-3 9-5           |
| Chris van Nierop     | Dorothy Armstrong | 10-8 9-2 9-2          |
| Geraldine Barniville | Jane Dixon        | 9-6 9-0 9-2           |
| Rhonda Shapland      | Kathy Hardy       | 9-2 2-9 9-3 2-9 9-5   |
| Lyle Hubinger        | Penny Glover      | 9-1 9-0 9-2           |
| Pam Buckingham       | Gail Hughes       | 9-0 9-7 9-4           |
| Gay Erskine          | Jane Wood         | 9-2 10-9 9-5          |
| Valerie Bridgens     | Angela Smith      | 9-4 2-9 4-9 10-9 9-1  |
| Jenny Irving         | Karen Gardner     | 10-8 9-2 5-9 8-10 9-1 |
| Linda Musumeci       | Inge Weber        | 9-0 9-2 9-3           |

### Second tour
| Joueur 1           | Joueur 2             | Score               |
| ------------------ | -------------------- | ------------------- |
| Heather McKay      | Geraldine Barniville | 9-0 9-0 9-1         |
| Margaret Zachariah | Rhonda Shapland      | 9-4 9-2 9-3         |
| Sue Newman         | Lyle Hubinger        | 9-4 9-0 9-5         |
| Marion Jackman     | Pam Buckingham       | 9-1 9-6 6-9 9-3     |
| Jenny Webster      | Gay Erskine          | 5-9 9-3 9-7 9-7     |
| Jill Eckstein      | Valerie Bridgens     | 6-9 9-7 9-0 4-9 9-0 |
| Sue Cogswell       | Jenny Irving         | 9-6 9-4 9-2         |
| Chris van Nierop   | Linda Musumeci       | 9-3 9-0 9-4         |

### Quarts de finale
| Joueur 1           | Joueur 2         | Score        |
| ------------------ | ---------------- | ------------ |
| Heather McKay      | Jenny Webster    | 9-1 9-1 9-1  |
| Margaret Zachariah | Jill Eckstein    | 9-3 9-6 9-0  |
| Sue Newman         | Sue Cogswell     | 9-5 9-5 9-4  |
| Marion Jackman     | Chris van Nierop | 9-5 9-5 10-8 |

### Demi finales
| Joueur 1       | Joueur 2           | Score       |
| -------------- | ------------------ | ----------- |
| Heather McKay  | Margaret Zachariah | 9-1 9-4 9-1 |
| Marion Jackman | Sue Newman         | 9-1 9-5 9-3 |

### Finale
| Joueur 1      | Joueur 2       | Score       |
| ------------- | -------------- | ----------- |
| Heather McKay | Marion Jackman | 9-2 9-2 9-0 |